# Zoo Al Ain
Koordinaten: 24° 10′ 34″ N, 55° 44′ 19″ O
Der Zoo Al Ain (arabisch حديقة حيوانات العين, DMG Ḥadīqat Ḥayawānāt al-ʿAin) ist der Zoo der Stadt al-Ain. Er liegt im Osten des Emirats Abu Dhabi am Fuße des Dschabal Hafit und wurde im Jahr 1968 von Scheich Zayid bin Sultan Al Nahyan eröffnet. Der Zoo umfasst eine Fläche von etwa 400 Hektar, auf der ca. 4000 Tiere leben. Gezeigt werden Säugetiere, Vögel und Reptilien. Der Zoo Al Ain ist Mitglied der European Association of Zoos and Aquaria (EAZA).

## Tierbestand
Der Zoo ist auf die Erhaltung und Zucht von Wüstenantilopen und Gazellen spezialisiert. Besondere Beachtung finden dabei die Mendesantilope (Addax nasomaculatus). Ein weiterer Zuchtschwerpunkt betrifft den Arabischen Tahr (Arabitragus jayakari).
Der Zoo Al Ain hält auch eine beträchtliche Anzahl an Kleinkatzen (Felinae) und Großkatzen (Pantherinae), von denen im Folgenden eine Bild-Auswahl aus den Jahren 2009 bis 2017 gezeigt ist:

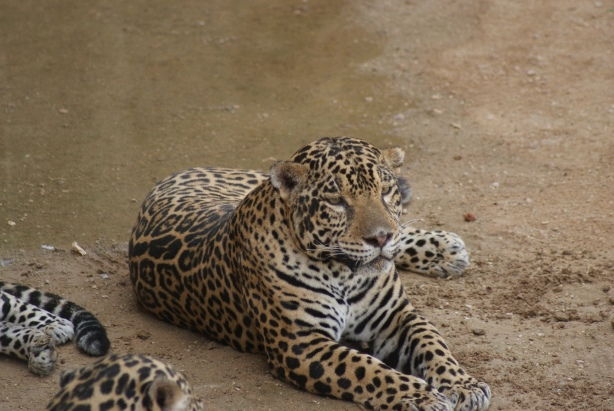
Jaguar (2009)
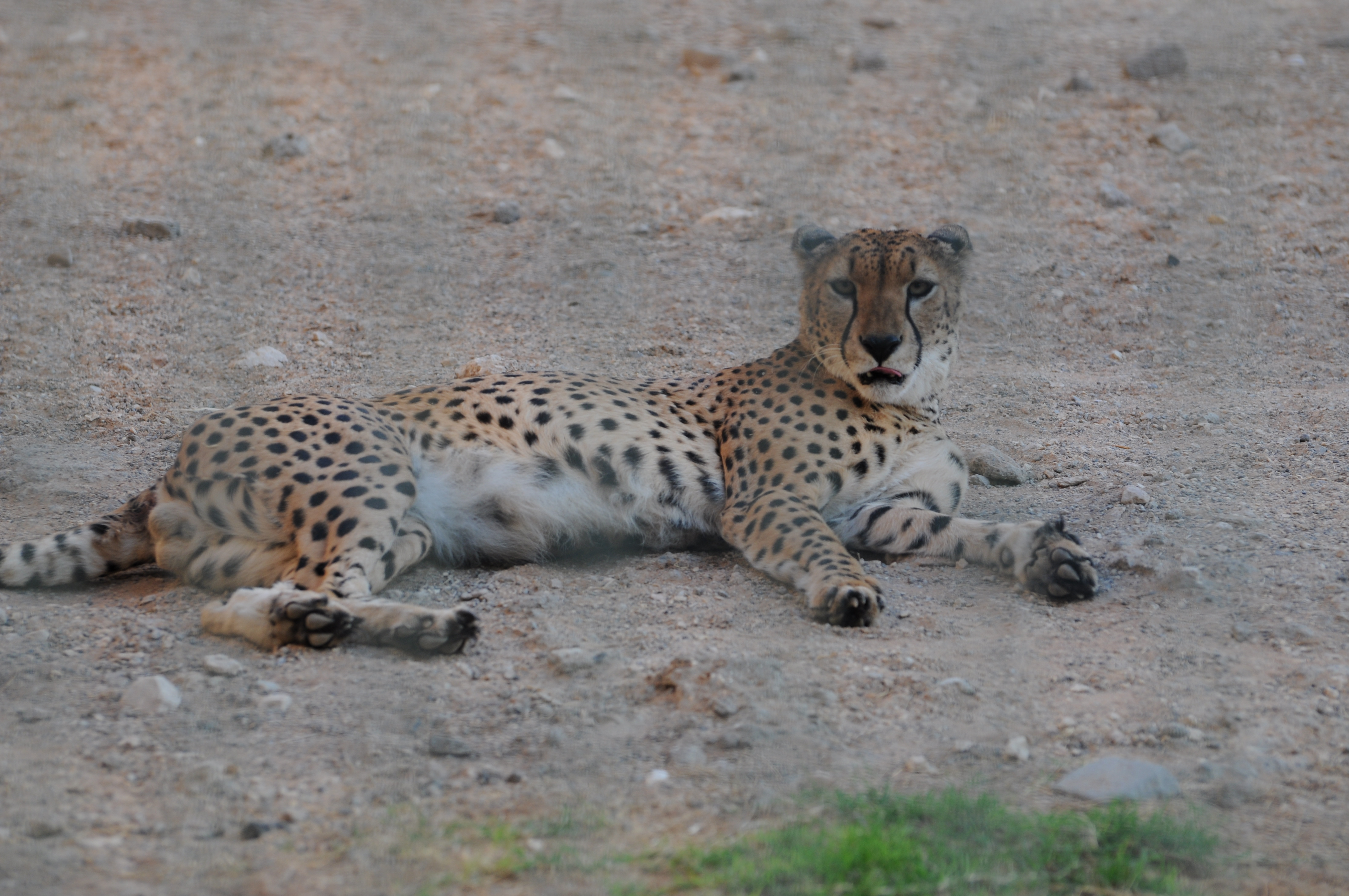
Gepard (2012)
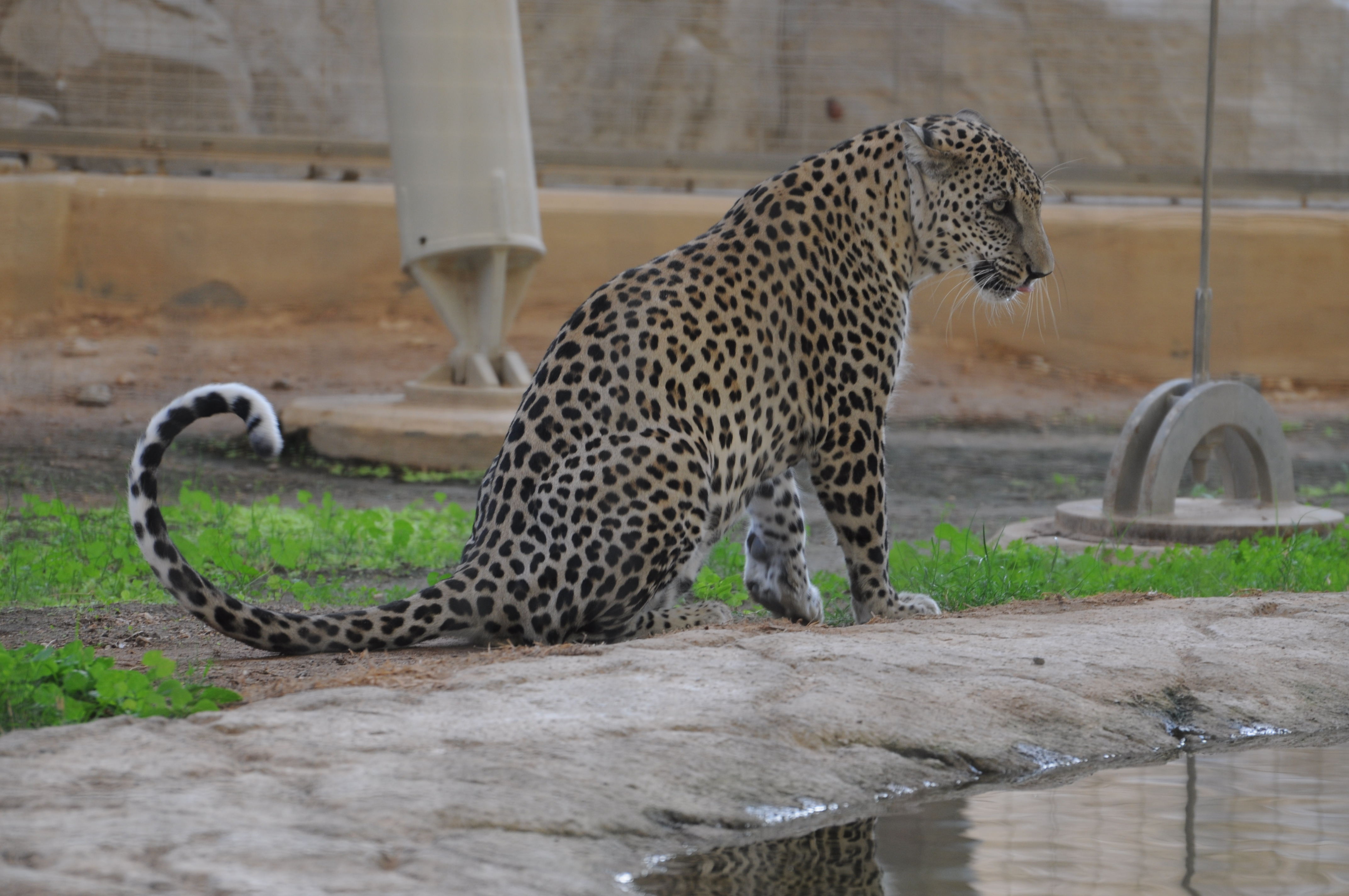
Arabischer Leopard (2012)
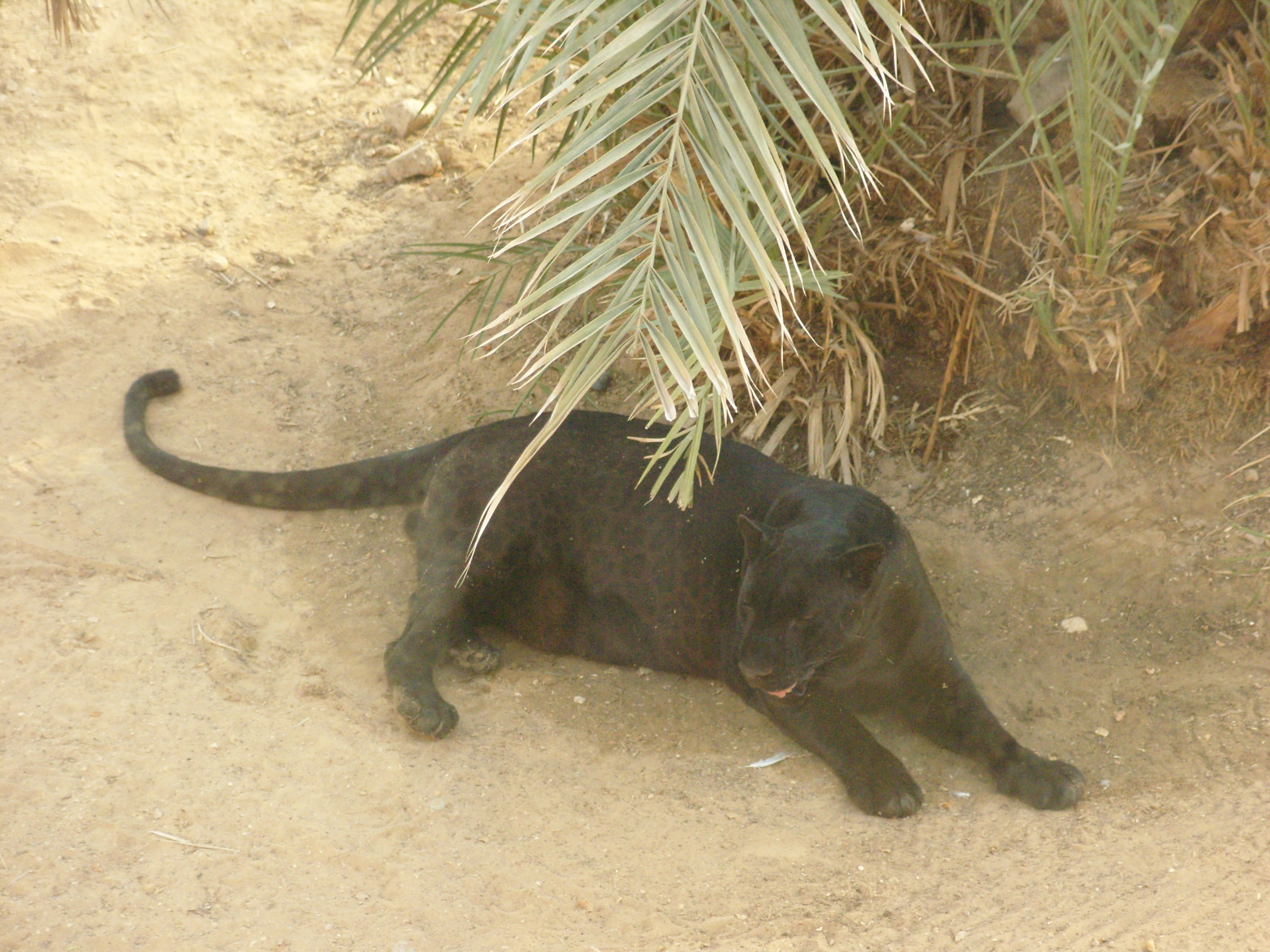
Schwarzer Panther (2012)
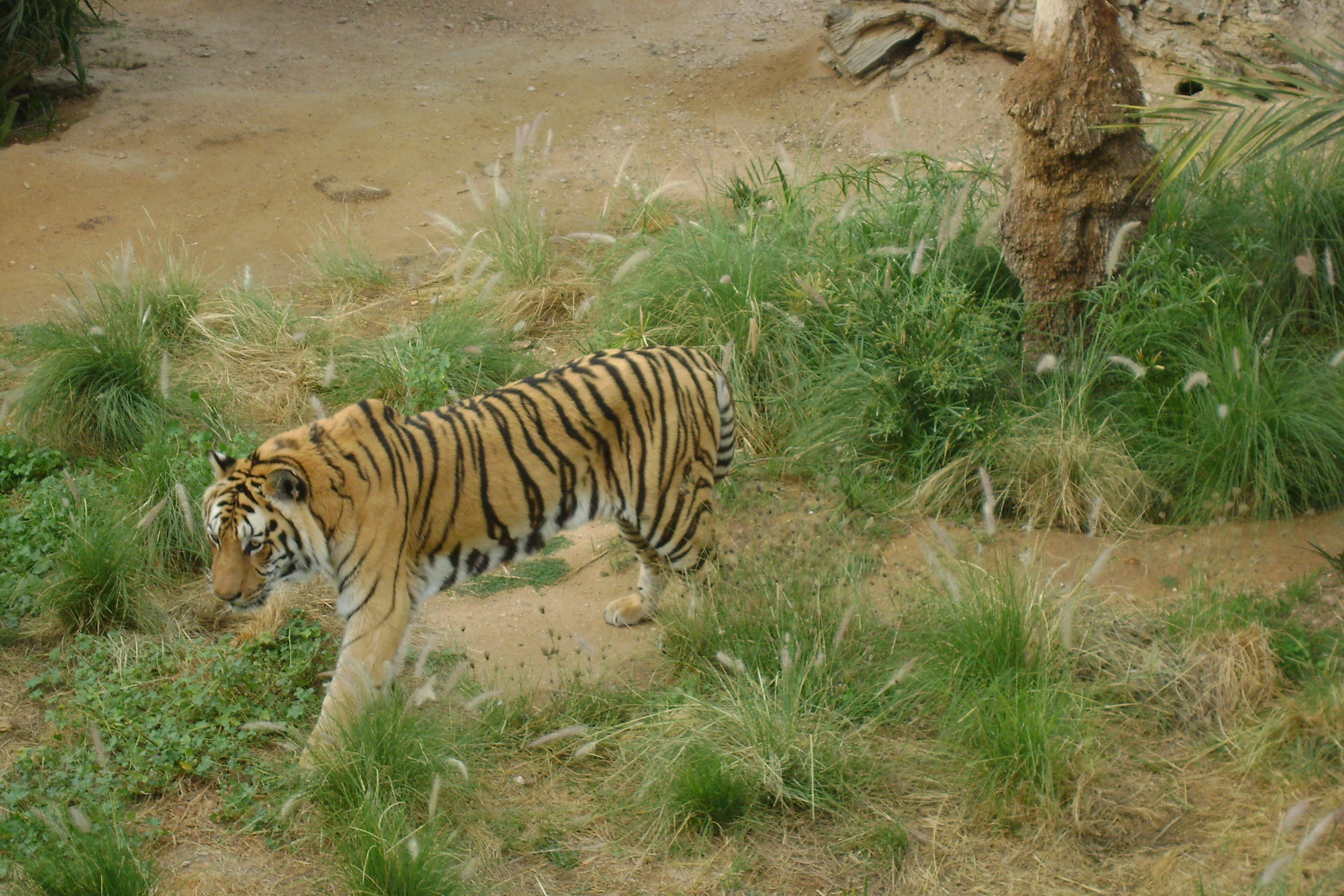
Indischer Tiger (2010)
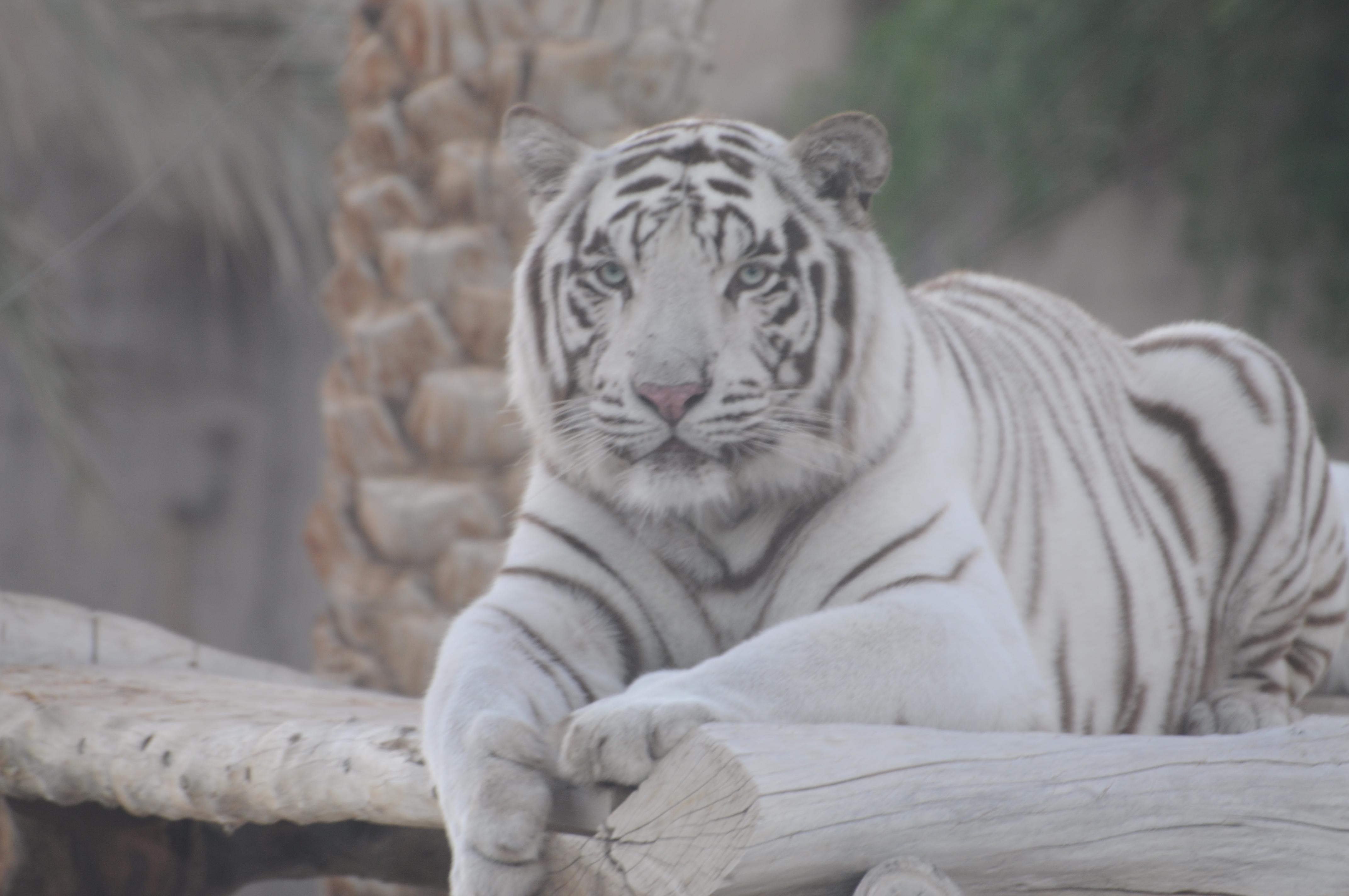
Weißer Indischer Tiger  (2012)
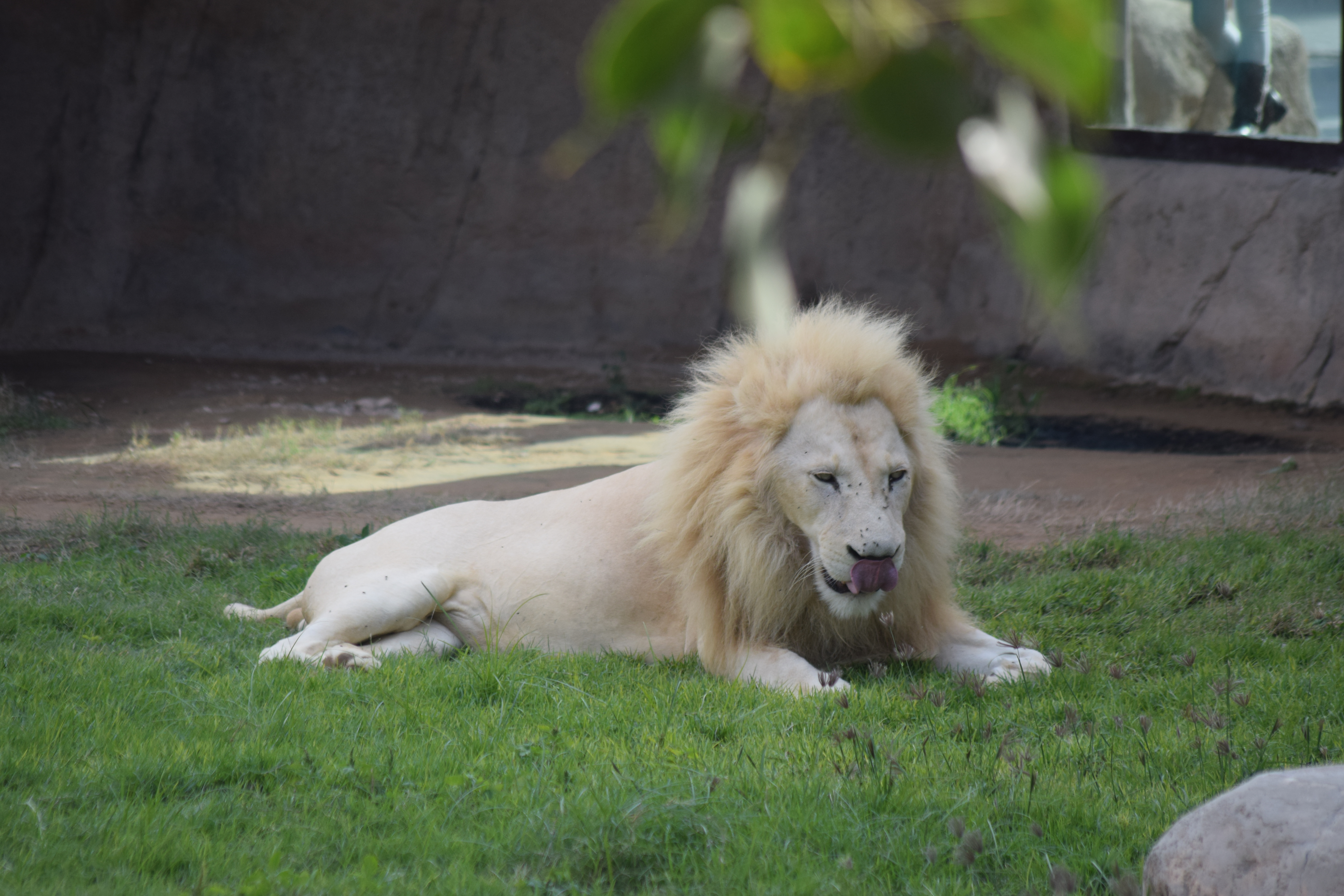
Weißer Löwe, Männchen (2017)
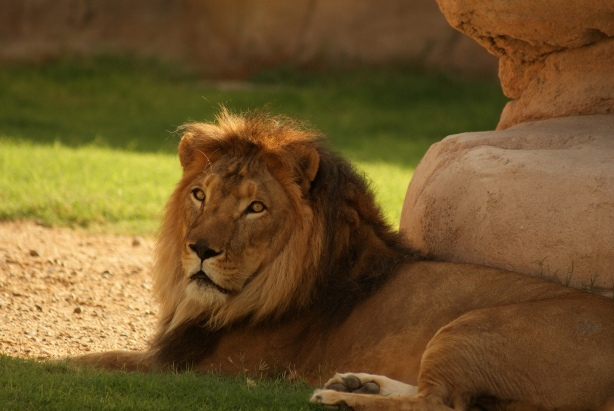
Löwe, Männchen (2009)

## Anlagenkonzept
Die Anlagen für die Tiere sind derart konzipiert, dass die Arten in größeren Gruppen der gleichen Art oder in verschiedenen Arten, die jedoch auch in freier Wildbahn zusammen leben, zusammengestellt sind. Der Anlagen sind als großzügige Freigehege gestaltet und beinhalten wüsten- oder steppenähnliche Elemente sowie Wasserstellen und Felsenbegrenzungen sowie geeignete Vegetation und schattige Unterstände. Es werden laufend Programme zur Verbesserung der Tierhaltung umgesetzt. Ein solches Projekt des Zoos ist die Al Ain Safari, eine 217 Hektar große Erweiterung, in der Tiere aus den Gebieten um den Arabischen Golf (einschließlich einiger vom Aussterben bedrohter Arten) in einer natürlicheren Umgebung leben. Der Besuch dieses Abschnitts des Zoos erfolgt nur mit dem Jeep oder mit dem LKW. Es gibt weiterhin viele familienfreundliche Einrichtungen, darunter einen Streichelzoo, Fütterungsaktivitäten für Giraffen, Kamelreiten und einen Kindergarten, der das Lernen der biologischen Vielfalt fördert. 2019 wurde mit den Bauarbeiten für eine Erweiterung der Anlagen für Elefanten (Elephantidae), Gorillas (Gorilla) und Sandkatzen (Felis margarita) begonnen.

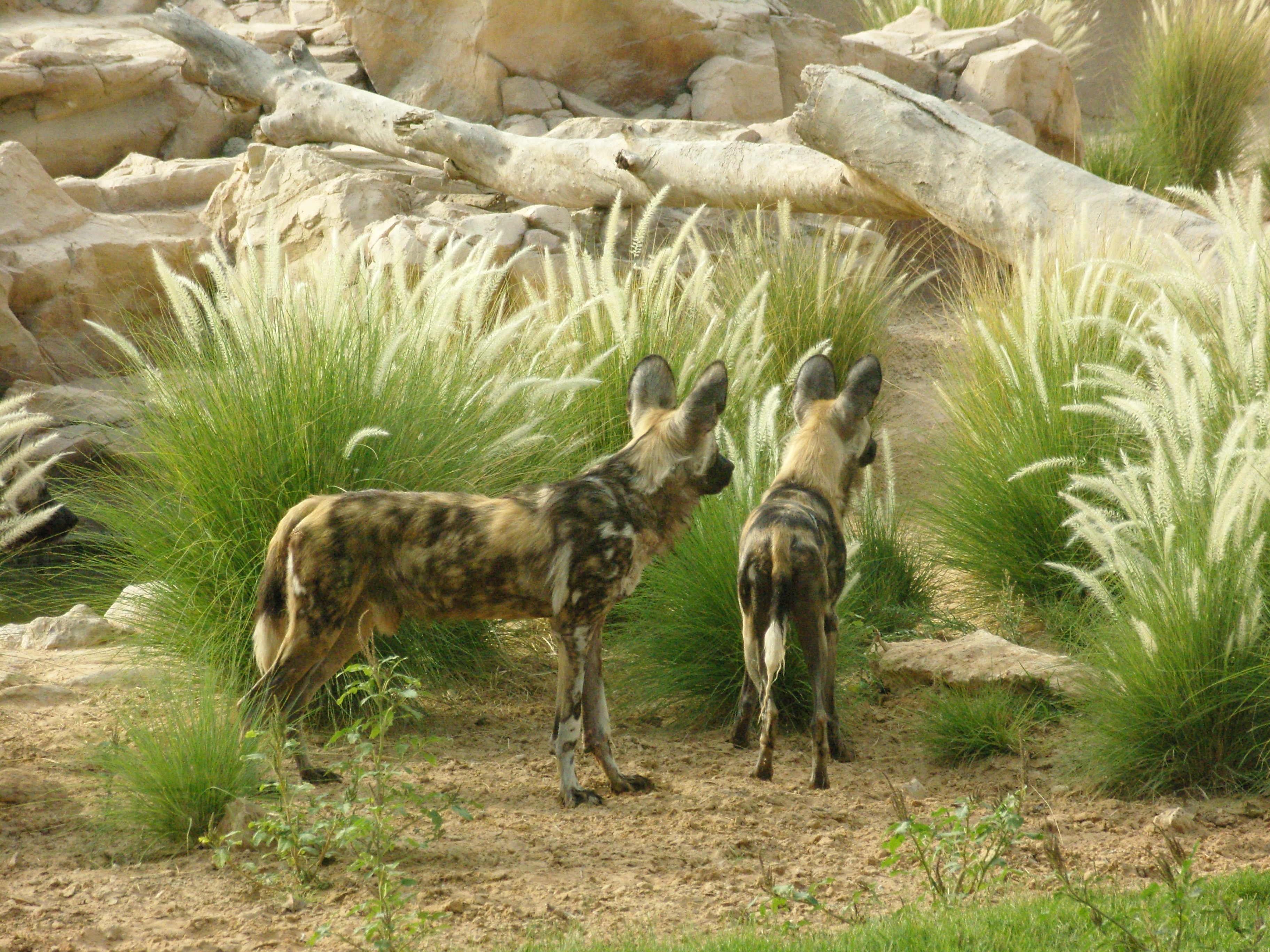
Afrikanische Wildhunde
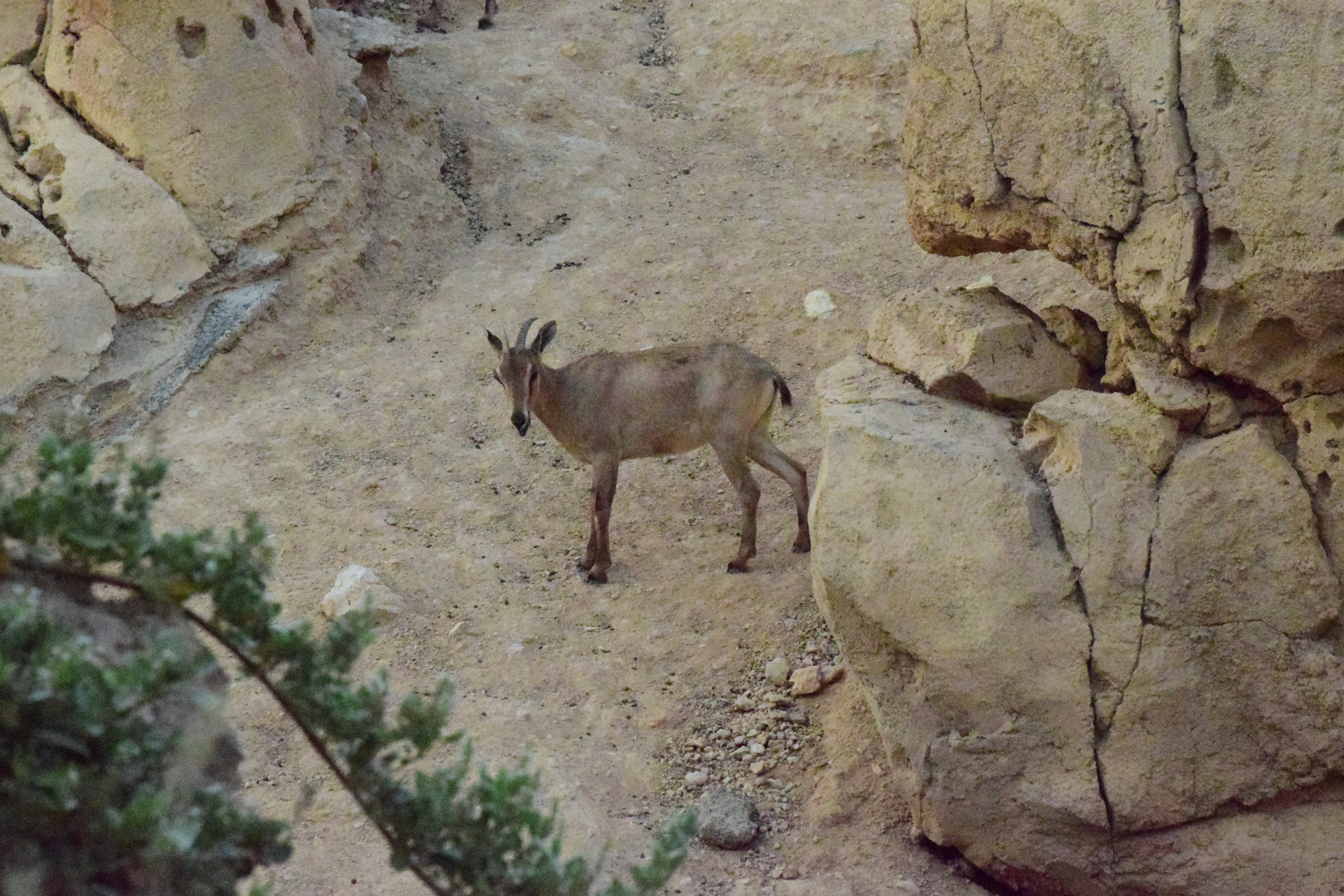
Arabischer Tahr
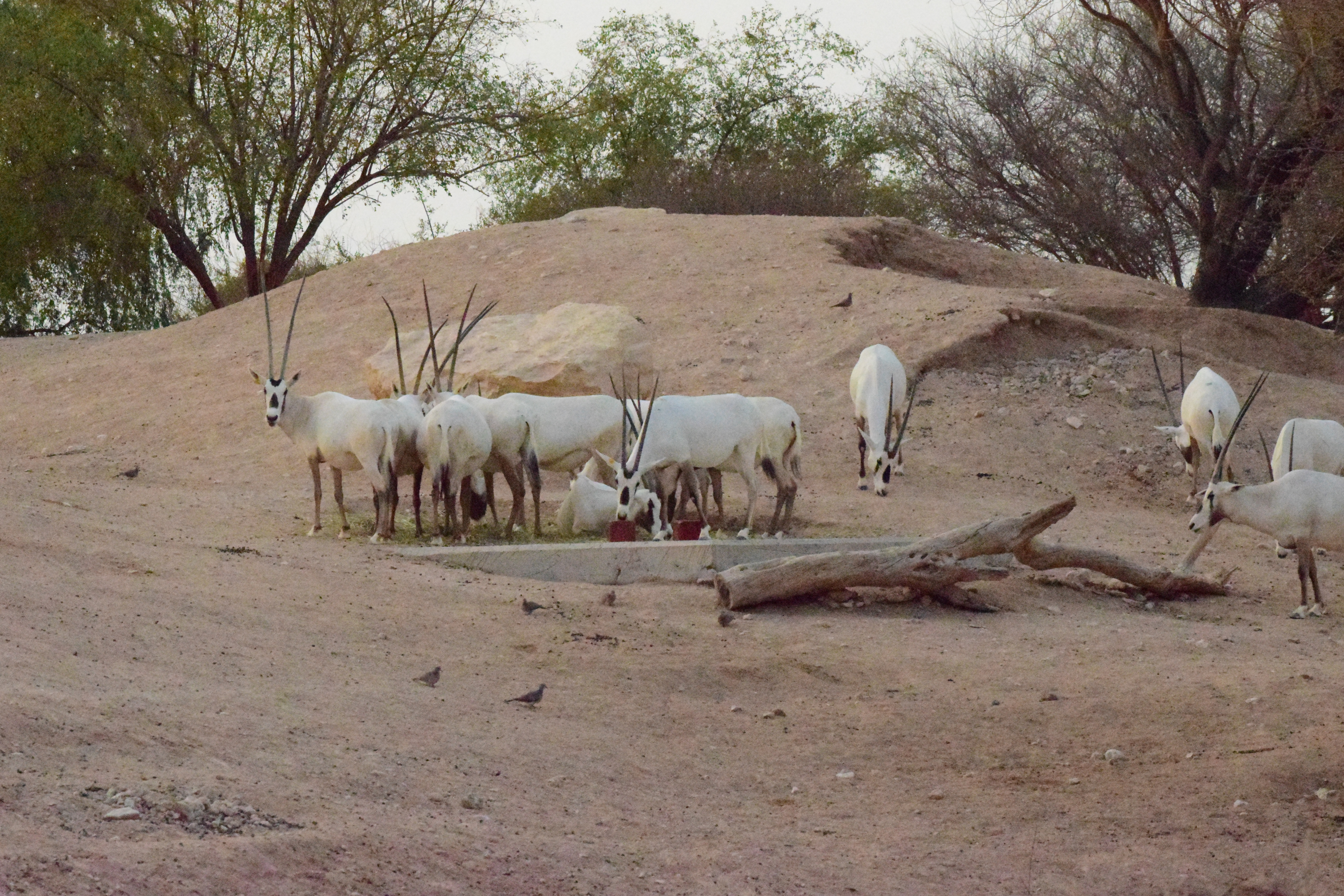
Arabische Oryx
Afrikanischer Strauss und Giraffe
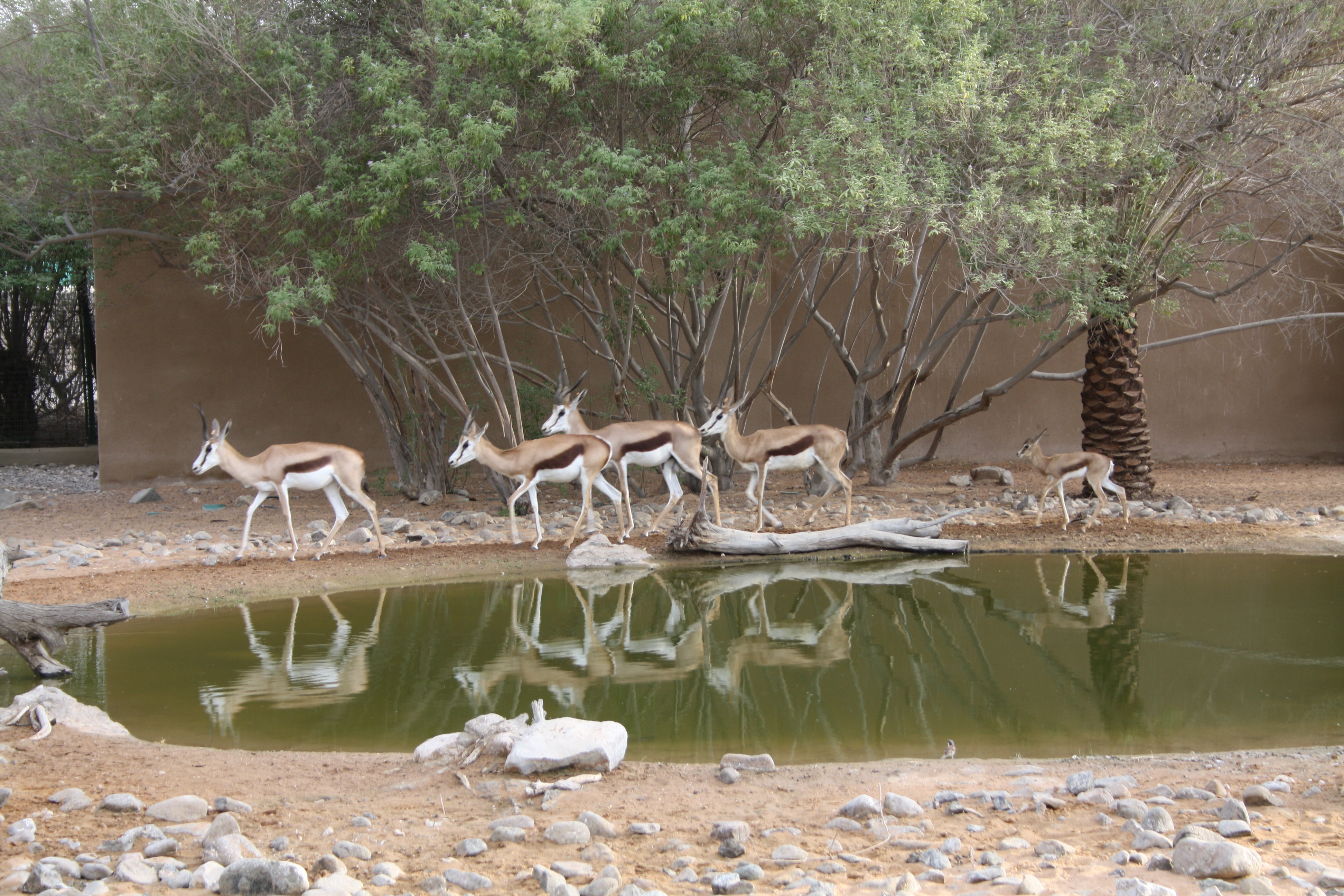
Thomson-Gazellen
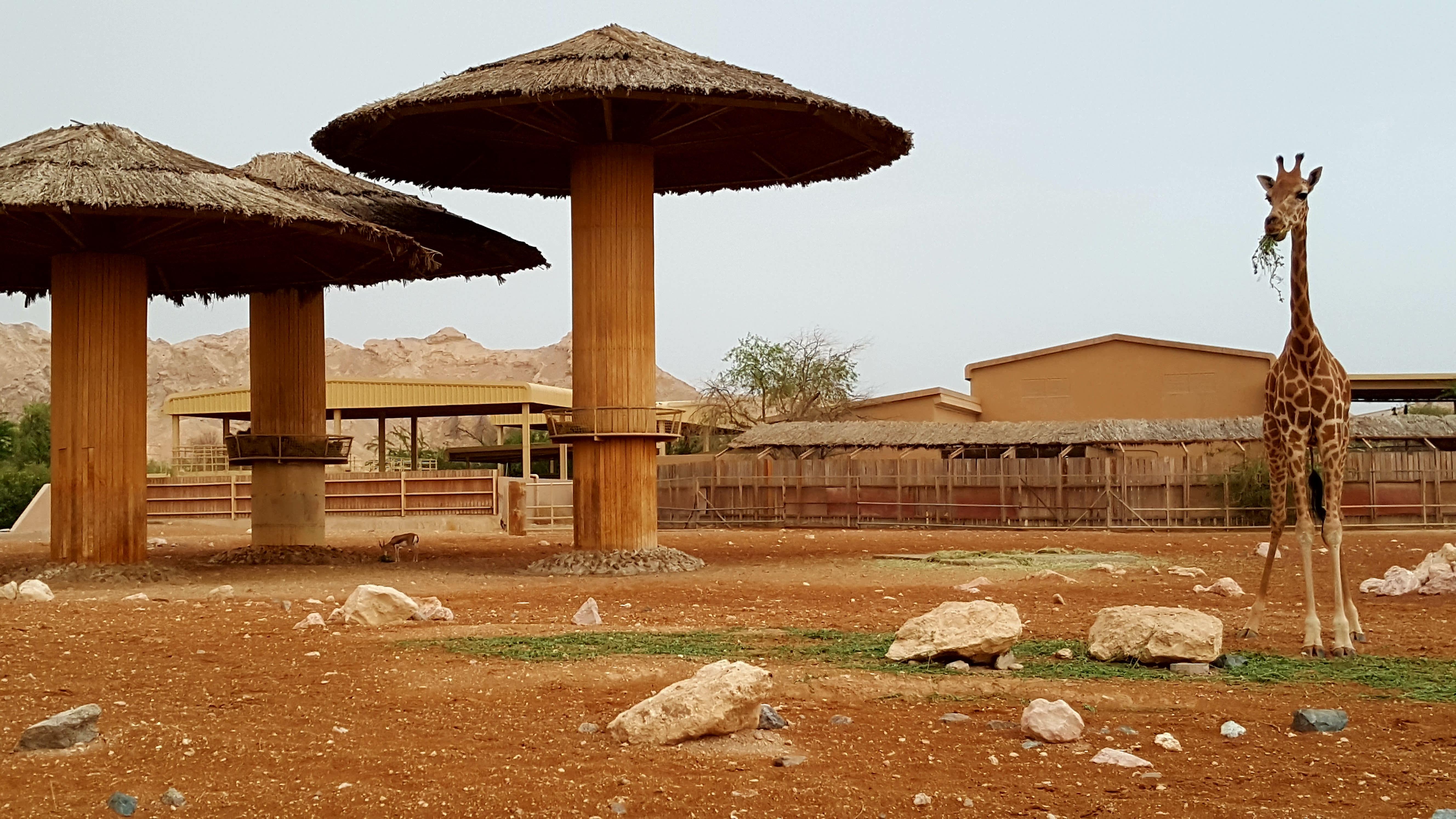
Schattige Unterstände